# Lori Petty
Pour les articles homonymes, voir Petty.
Lori Petty est une actrice, réalisatrice, scénariste et productrice américaine née le 14 octobre 1963 à Chattanooga (Tennessee).

## Biographie
Lori Petty est notamment connue pour avoir joué la surfeuse qui tombe amoureuse de Keanu Reeves dans Point Break.

## Filmographie

### Comme actrice

#### Télévision
- 1987 : Bates Motel (TV) : Willie
- 1988 : The Thorns (série télévisée) : Cricket
- 1988 : Police Story: Monster Manor (TV)
- 1989 : Perry Mason: The Case of the Musical Murder (TV) : Cassie
- 1989-1990 : Booker - 10 épisodes (série télévisée) : Suzanne Dunne
- 1996 : Lush Life (en) (série télévisée) : Georgia « George » Sanders
- 1997 : Profiler (série télévisée) : Robin Poole / Marjorie Brand (épisodes "Venin" 1 & 2)
- 1999 : Star Trek : Voyager (série télévisée) : Noss
- 2006 : Les Maîtres de l'horreur (TV) (segment "La Cave") : Judith
- 2008 : Dr House - 3 épisodes (série télévisée) : Janice Burke
- 2009 : Prison Break - The Final Break : 'Daddy' (prisonnière)
- 2014 - 2019 : Orange Is the New Black : Lolly (24 épisodes)
- 2016 : Gotham : Jeri
- 2017 : Hawaii 5-0 - 1 épisode : Jenny
- 2017 : Fear, Love, and Agoraphobia : Francis
- 2021 : Station Eleven - Sarah

#### Cinéma
- 1988 : They Haven't Seen This... : la fille
- 1990 : Cadillac Man : Lila
- 1991 : Point Break : Tyler Ann Endicott
- 1992 : Une équipe hors du commun (A League of Their Own) : Kit Keller
- 1993 : Sauvez Willy (Free Willy) : Rae Lindley
- 1993 : Poetic Justice : Penelope
- 1994 : En avant, les recrues ! (In the Army Now) : Christine Jones
- 1994 : L'Insigne de la honte (The Glass Shield) : Dep. Deborah Fields
- 1995 : Tank Girl : Rebecca Buck « Tank Girl »
- 1996 : Serial Bomber : Sara Davis
- 1998 : Relax... It's Just Sex : Robin Moon
- 1999 : Trafic mortel (The Arrangement) : Candy
- 1999 : Clubland (en) : India
- 2001 : Horrible Accident : Six
- 2001 : MacArthur Park : Kelly
- 2001 : Route 666 : Steph, U.S. Marshal
- 2003 : Prey for Rock & Roll de Alex Steyermark : Faith
- 2004 : The Karate Dog : Colar
- 2001 : Piège de feu (Firetrap) : Lucy
- 2006 : Cryptid : Dr Lean Carlin
- 2021 : The Survivalist de Jon Keeyes : l'opératrice de la radio

### Comme réalisatrice et scénariste
- 2001 : Horrible Accident
- 2007 : The Poker House

### Comme productrice
- 1996 : Lush Life (en) (série télévisée)

## Distinctions

### Récompenses
- Screen Actors Guild Awards 2016 : Meilleure distribution pour une série comique pour Orange Is the New Black partagée avec Uzo Aduba, Mike Birbiglia, Marsha Stephanie Blake, Danielle Brooks, Laverne Cox, Jackie Cruz, Catherine Curtin, Lea DeLaria, Beth Fowler, Joel Marsh Garland, Kimiko Glenn, Annie Golden, Diane Guerrero, Michael Harney, Vicky Jeudy, Selenis Leyva, Taryn Manning, Adrienne C. Moore, Kate Mulgrew, Emma Myles, Matt Peters, Jessica Pimentel, Dascha Polanco, Laura Prepon, Elizabeth Rodriguez, Ruby Rose, Nick Sandow, Abigail Savage, Taylor Schilling, Constance Shulman, Dale Soules, Yael Stone et Samira Wiley.
- Screen Actors Guild Awards 2017 : Meilleure distribution pour une série comique pour Orange Is the New Black